# 特拉沃明德
特拉沃明德（德語：[ˈtʁaːvəmʏndə] ⓘ）是位於德國城市吕贝克的城區。在12世紀時這裡曾修建有要塞。1329年，特拉沃明德成為呂貝克的一部分。特拉沃明德是德國著名的海水浴場的度假地。

## 外部連結
- Travemünde （页面存档备份，存于）
- Official tourism site （页面存档备份，存于）
- Travemünde Panoramas （页面存档备份，存于）
- Travemünde related Photography Blog （页面存档备份，存于）
- Historical footage of Travemünde, 1919 （页面存档备份，存于）, filmportal.de

53°58′N 10°52′E / 53.967°N 10.867°E